# 록히드 L-188 일렉트라
록히드 L-188 일렉트라(Lockheed L-188 Electra)는 록히드(현재 록히드 마틴)이 제작한 100인승 터보프롭 민간용 여객기이다. 아메리칸 항공과 이스턴 항공의 요청을 받어들여 개발된 여객기이다. 군용 버전인 P-3C 오라이온이 매우 유명하다. 민항기에서 여러 사고를 냈는데, 그 이유는 엔진의 진동으로 인한 날개의 금속피로였다.

## 제원 (Model 188A)
정보의 출처: Lockheed Aircraft since 1913
일반 특성
- 승무원: Five (3 flight deck)
- 용량: 98 passengers
- 길이: 104 ft 6 in (31.85 m)
- 날개폭: 99 ft 0 in (30.18 m)
- 높이: 32 ft 10 in (10.00 m)
- 날개면적: 1,300 sq ft (120.8 m²)
- 공허중량: 57,400 lb (26,036 kg)
- 최대이륙중량: 113,000 lb (51,256 kg)
- 엔진: 4× Allison 501-D13 터보프롭 엔진, 3,750 eshp (2,800 kW)  각각

성능
- 최대속도: 390 knots (448 mph, 721 km/h) at 12,000 ft (3,660 m)
- 순항속도: 324 knots (373 mph, 600 km/h)
- 항속거리: 1,913 nmi (2,200 mi, 3,540 km) with maximum payload, 2,409 nmi, 2,770 mi, 4,455 km with 17,500 lb (7,938 kg) payload
- 상승한도: 28,400 ft (8,665 m)
- 상승률: 1,970 ft/min (10 m/s)

## 사건 및 사고
- 금속피로로 인한 날개 절단 및 공중분해 사고가 많았고, 이를 방지하고자 새로운 설계를 하였으나 신뢰도는 하락하였다.
  - 브래니프 항공 542편
  - 노스웨스트 항공 710편

## 같이 보기
관련 개발
- An-10
- An-22
- Y-8

유사 항공기
- C-130
- C-160
- 보잉 B-29 슈퍼포트리스 - 세계유일 핵폭탄 투하 폭격기
- 보잉 737 - B-29와 비슷한 크기의 쌍발 제트 여객기, 100인승, 최대이륙중량 70톤.
- P-8 포세이돈 - 보잉 737의 군용기 버전.
- 투폴레프 Tu-16 - B-29와 비슷한 크기의 쌍발 폭격기
- 투폴레프 Tu-104 - 투폴레프 Tu-16의 여객기 버전, 100인승, 최대이륙중량 70톤.
- 투폴레프 Tu-4 - B-29를 역공학으로 베낌.
- 투폴레프 Tu-70 - 투폴레프 Tu-4의 여객기 버전. 72인승.
- P-3 오라이온 - B-29와 비슷한 군용기. 프로펠러 4개, 최대이륙중량 70톤.
- 록히드 L-188 일렉트라 - P-3 오라이온의 여객기 버전. 100인승.
- Y-8 - 중국
- An-12 - 러시아
- 일류신 Il-18 - 러시아